# Драконове дерево
Драконове дерево, драцена драконова або драконник (Dracaena draco) — субтропічна деревоподібна рослина з роду драцена.

## Класифікація
Драконова драцена належить до класу однодольні, цю подібну на дерево рослину відносять до ряду холодкові (холодкоцвіті, родини нолінові).

## Назва
Свою назву отримала за смолянистий темно-червоний сік, що витікає якщо пошкодити гілки чи стовбур.

## Будова
Вічнозелене сукулентне дерево до 12 м, що нагадує парасольку, вивернуту вітром. Має листя, що схоже на меч. Квітки зібрані у суцвіття-волоті, що з'являються на верхівках дерева. Зацвітає вперше у віці 20 років. Молода рослина має одне стебло, а бокові гілки з'являються після цвітіння. Стовбур рослини не містить деревини і зазвичай вкритий плямами засохлої смоли. Рослина росте дуже повільно і живе кілька сотень років.

## Поширення та середовище існування
Росте в напівпосушливих заростях чагарників на кам'янистих схилах пагорбів та ярів. місцева для Канарських островів, Кабо-Верде, Мадейра і локально представлена на заході Марокко, і інтродукована на Азорах. Драцена драконова — природний символ острова Тенерифе, разом із голубим зябликом.

## Практичне використання
В давні часи сік використовувався у лікувальних цілях та для лаку, який можна було наносити на металеві поверхні.

## В образотворчому мистецтві
Через свій оригінальний вигляд драцена часто з'являється у творах художників. Зокрема у Нюрнбергській хроніці та відомій картині Босха «Сад земних насолод».

## Галерея

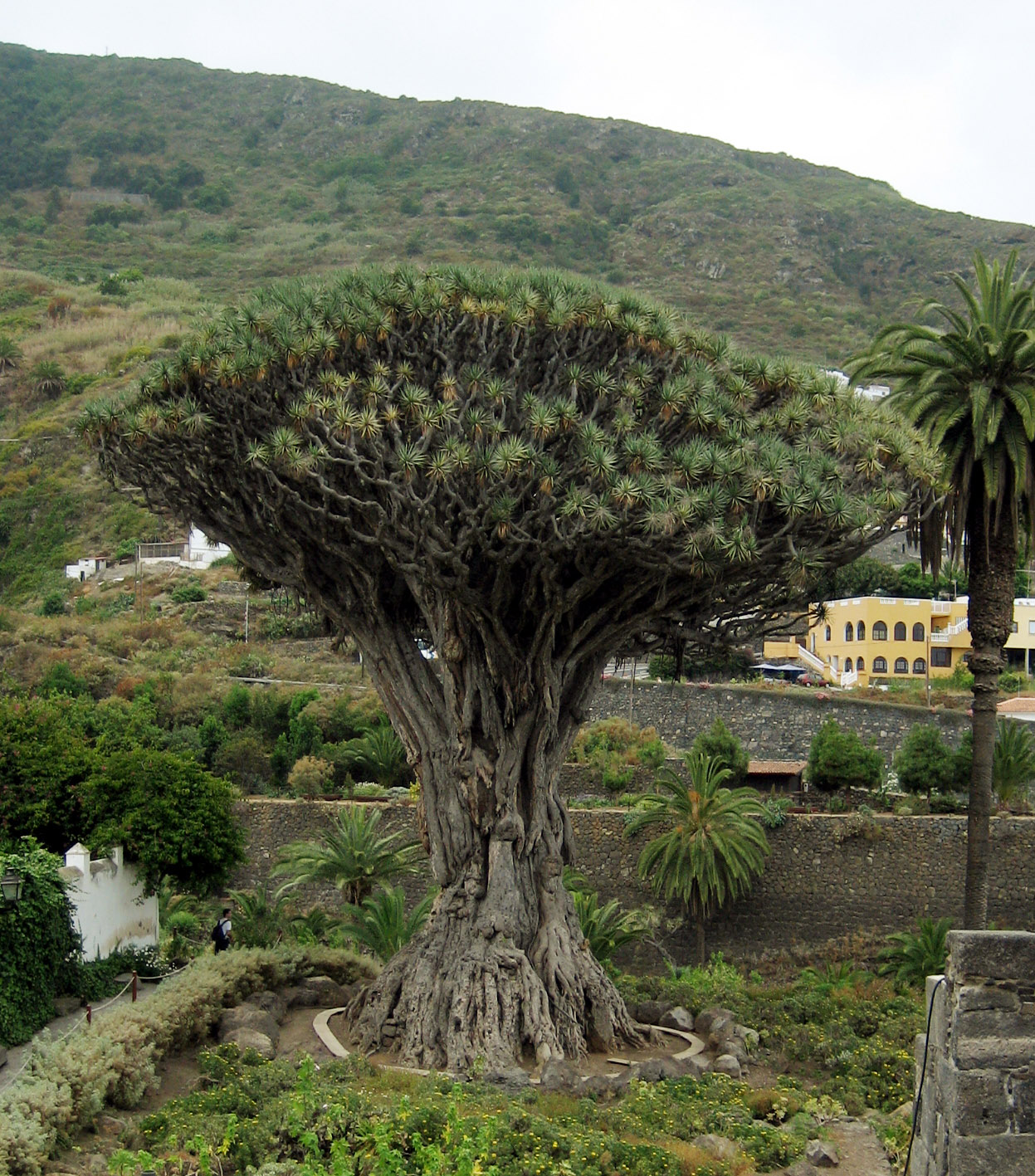
Одне з найстаріших драконових дерев в Ікод-де-лос-Вінос, Тенерифе
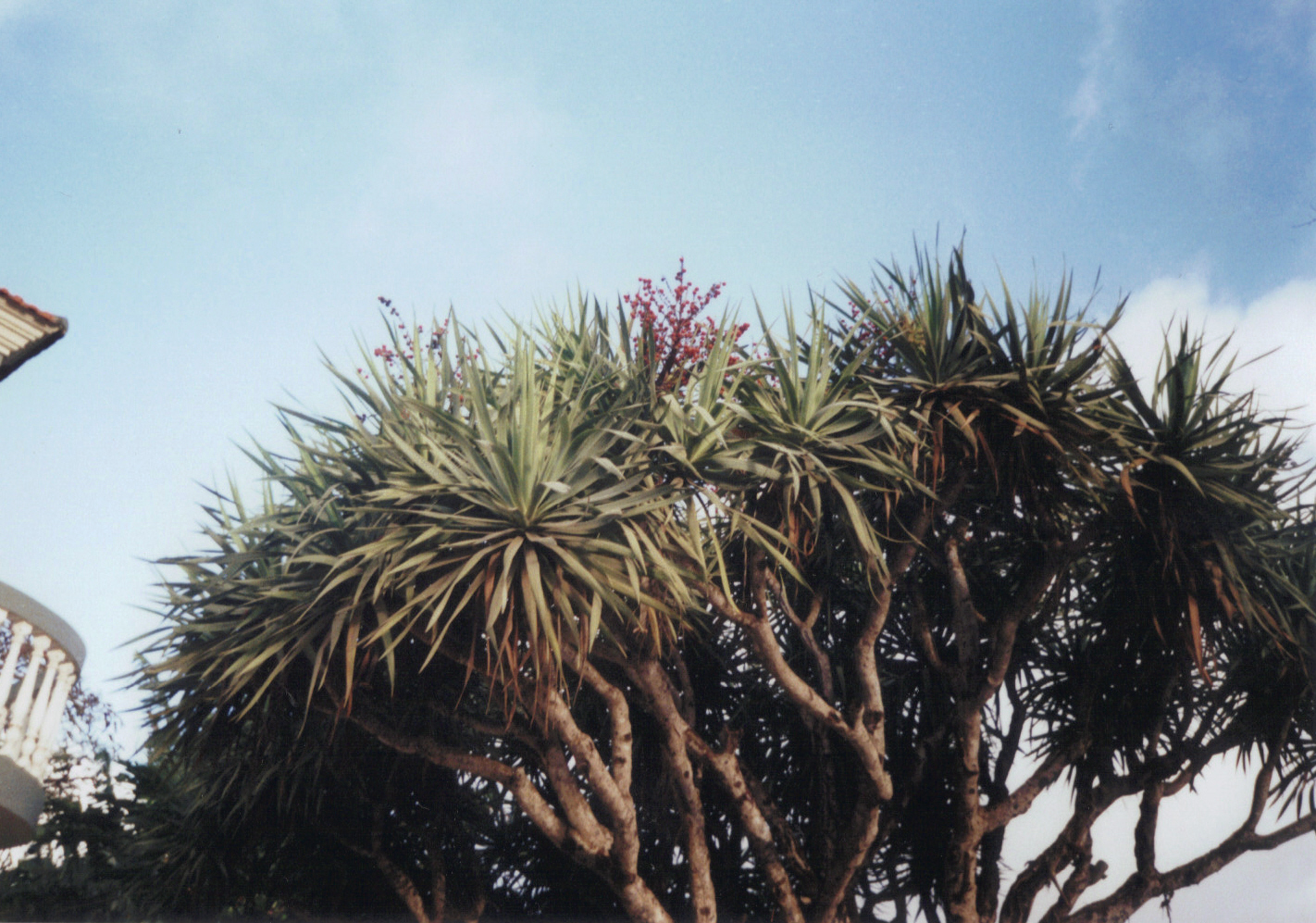
Драконова драцена в місті Нова Сінтра, на острові Брава, Кабо-Верде.
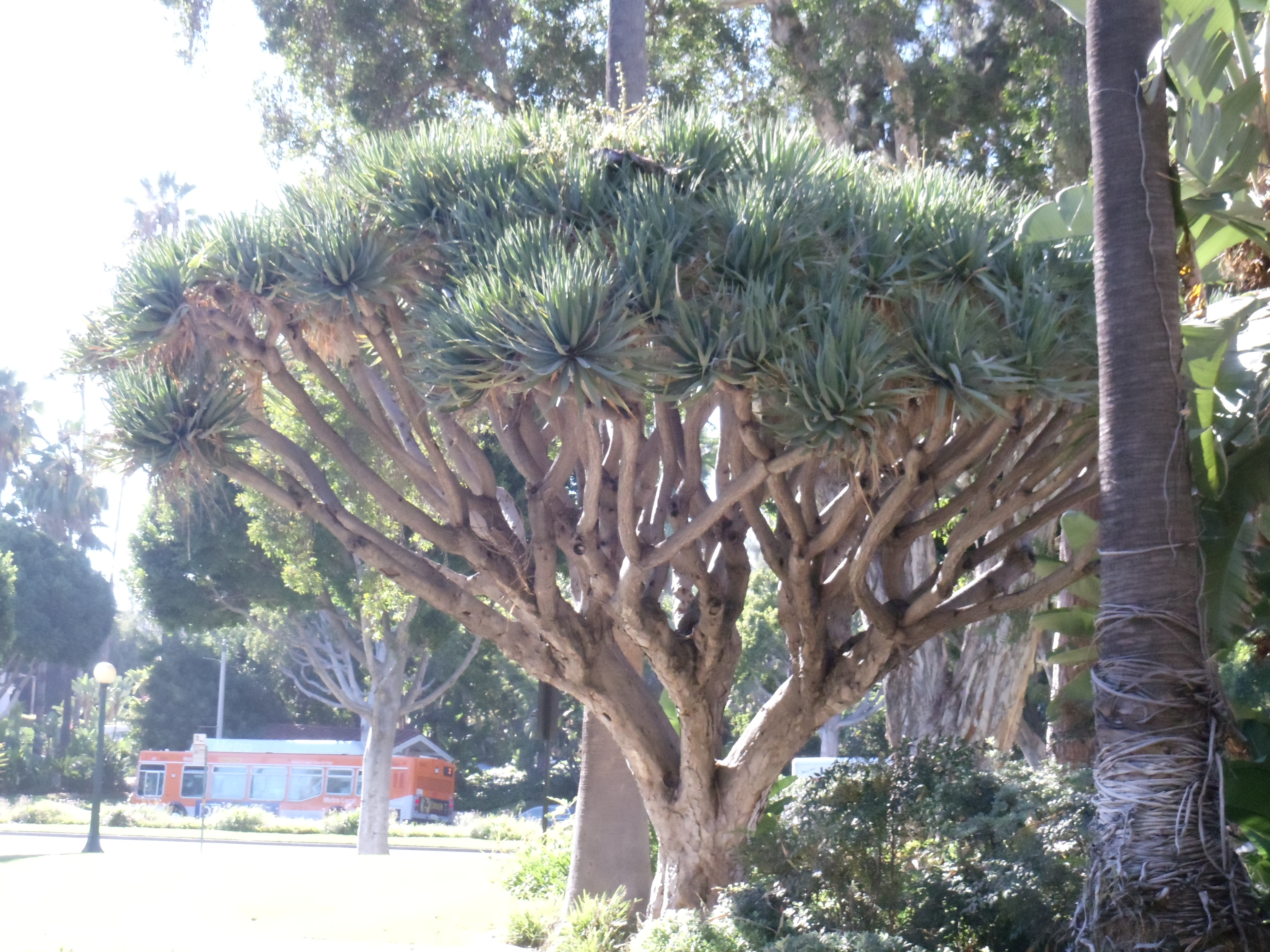
Драконове дерево в Меморіальному парку Уілла Роджерса в Беверлі-Гіллз, Каліфорнія
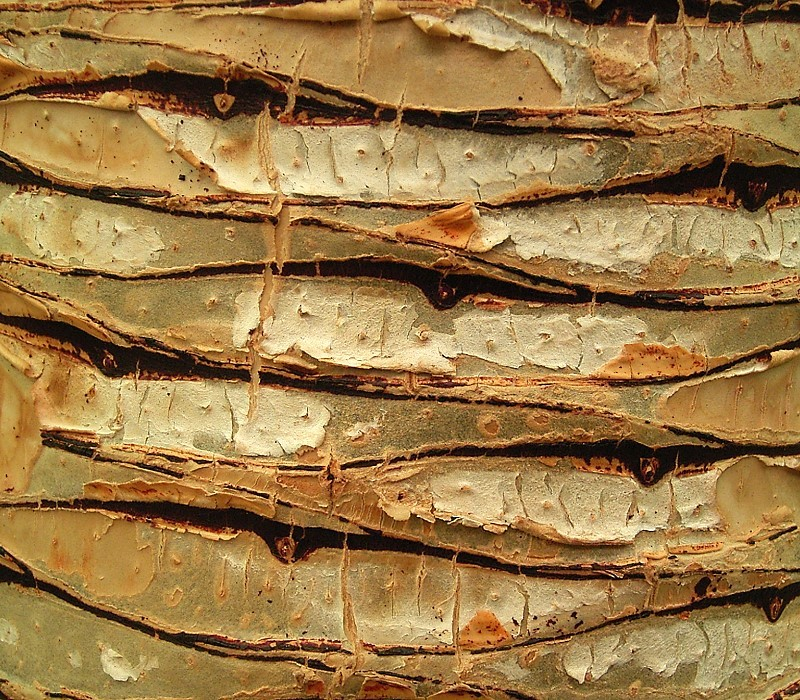
Кора
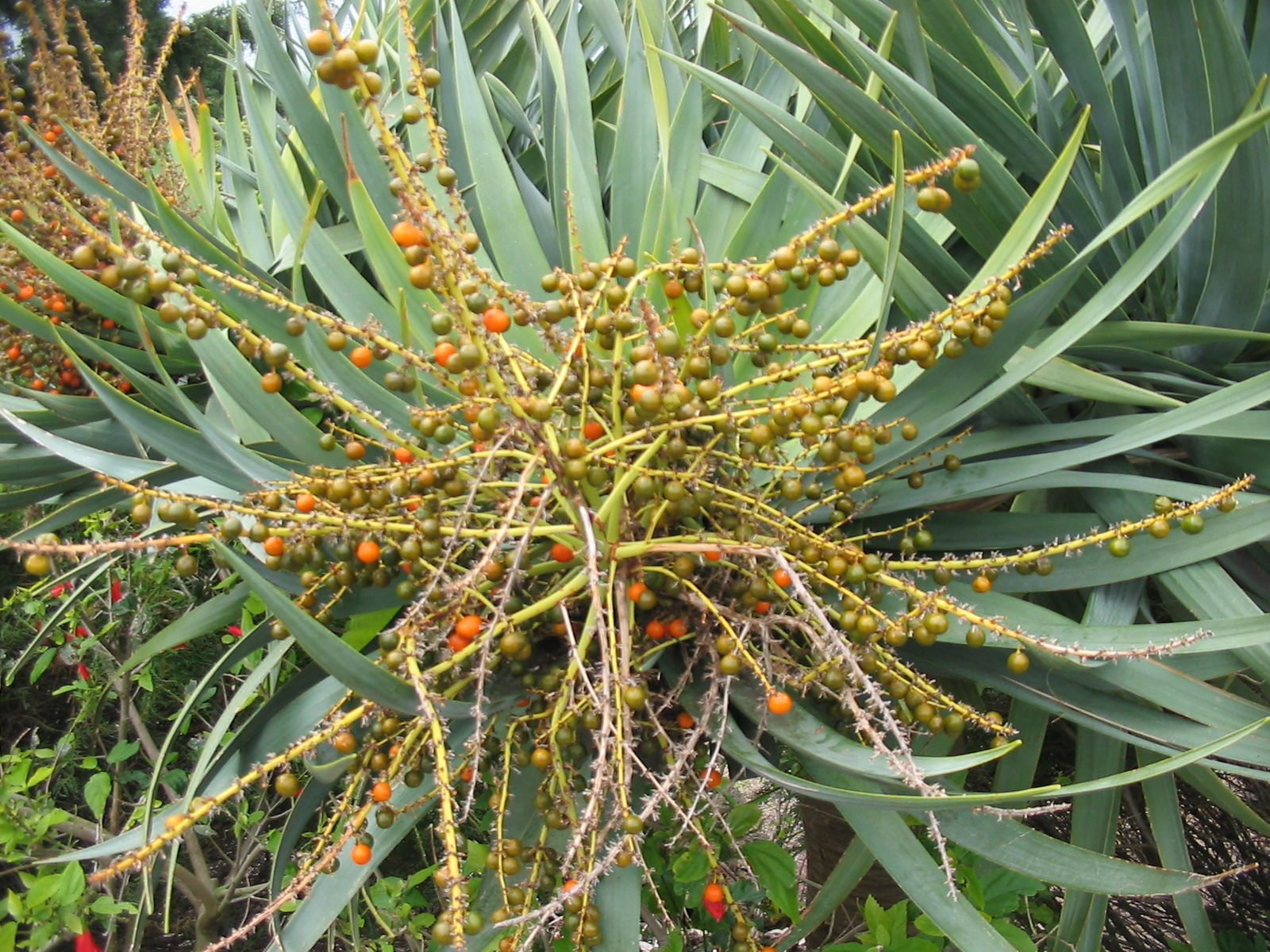
Плоди
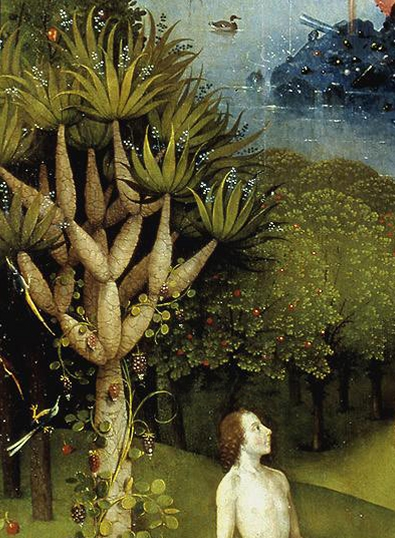
Зображення дерева на картині Босха «Сад земних насолод»
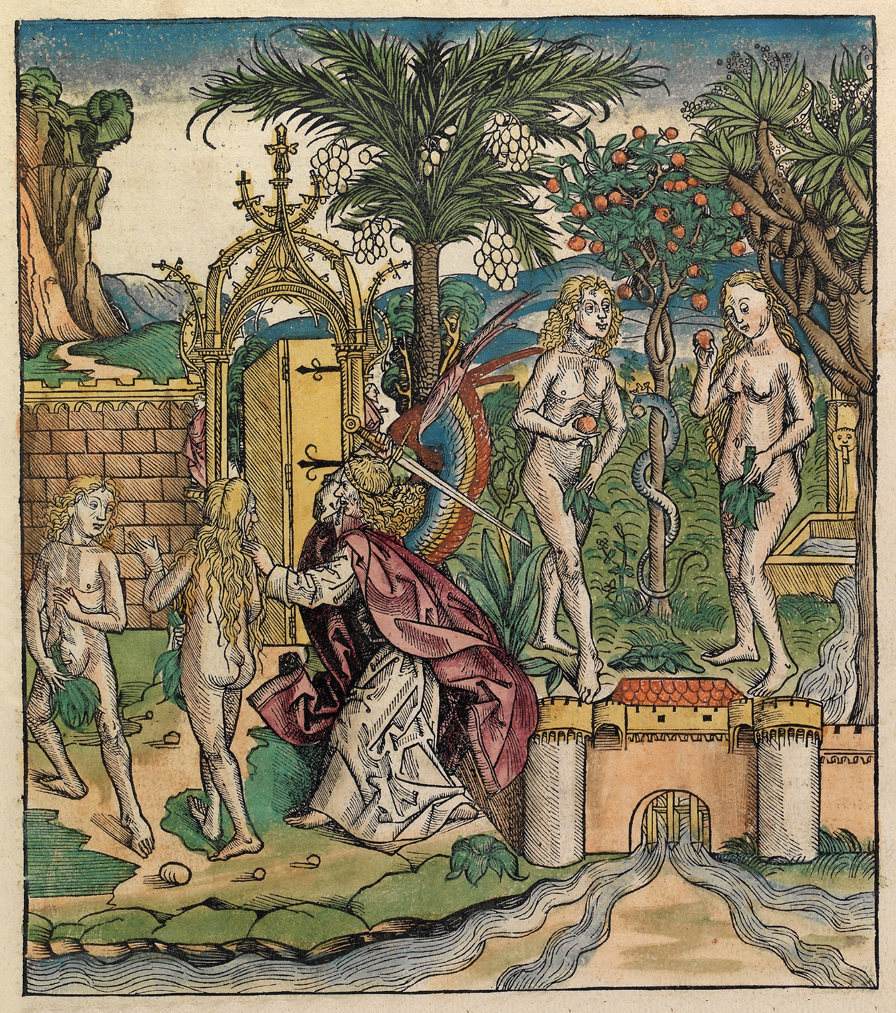
Зображення дерева у Нюрнбергській хроніці